# 庫爾策山脈
71°53′S 8°55′E / 71.883°S 8.917°E
庫爾策山脈（德語：Kurzegebirge）是南極洲的山脈，位於毛德皇后地，屬於奧爾萬山脈的一部分，西面是德里加爾斯基山脈，東面是加加林山脈和康拉德山脈，長約40公里、寬11公里，由德國探險隊發現。